# Lophophora (erebídeos)
Lophophora é um gênero de traça pertencente à família Noctuidae.